# Pericle Pagliani
Pericle Pagliani, all'anagrafe Luigi Pagliani (Magliano Sabina, 2 febbraio 1883 – Roma, 4 ottobre 1932), è stato un maratoneta italiano, campione e primatista italiano sulle lunghe distanze.
Partecipò per l'Italia ai Giochi olimpici intermedi del 1906 e quelle di Londra del 1908. Gareggiò per gran parte della sua carriera con i colori della Società Podistica Lazio.
Primatista italiano sui 10000 metri nel 1904, l'anno successivo conquistò il primato italiano su strada sui 5000 metri, sui 10000 metri e sulla mezz'ora. Nel 1906 fu campione italiano U.P.I. (Unione Podistica Italiana) sui 25 chilometri su pista e campione italiano F.P.I. (Federazione Podistica Italiana) sui 25 chilometri su strada. Campione e primatista italiano sui 5000 nel 1908, nello stesso anno divenne il primo campione italiano sui 14 chilometri di campestre, titolo conquistato anche l'anno successivo. Nel 1910 conquistò il titolo italiano sui 20000 metri.
Fu nella sua carriera storico avversario di Dorando Pietri, con il quale condivise in azzurro l'epica Olimpiade di Londra del 1908, e di Emilio Lunghi, altro grande podista dei primi del Novecento. Corse fino all'età di 43 anni .

## Gli inizi
Pericle Pagliani nacque a Magliano Sabina il 2 febbraio 1883 da una bracciante, Elisabetta Allié, e dal tappezziere Angelo Pagliani, il cui padre Pietro prima del 1851 si era stabilito nel centro sabino proveniente da Macerata. Il piccolo viene iscritto all'anagrafe dal nonno Cesare Allié, sarto trasferitosi a Magliano da Monterosi, poiché il padre Angelo per quel lieto evento era assente da casa: non si sa se per lavoro o per partecipare, anche lui podista, a qualche gara nei paesini della provincia di Roma. Quando Pericle viene al mondo in via Roma, il nonno lo registra con il nome di Luigi, ma tutti prendono a chiamarlo Pericle. E con tale nome incomincia la sua vita e la sua carriera di atleta .
Ai più sconosciuto (addirittura la stessa Questura di Roma nel 1903 lo ricerca, modificando il cognome, Valiano invece di Pagliani), a soli 14 anni, nel 1897 si impone all'attenzione degli sportivi giungendo secondo in una gara di resistenza, organizzata a Roma dalla Società Podistica Lazio. Nel 1903 il giovane podista maglianese conquistò, al Gran Premio Lazio, il secondo posto. A novembre del 1903 il primo successo capitolino: il premio Esperia, 25 chilometri su strada coperti in 1h 34:10. Nel 1904 Pagliani vince il Giro di Roma e arriva secondo al Gran Premio Lazio. A Parma, in una delle gare al nord Italia di quell'anno, fissà il nuovo record italiano dei 10000 metri a 33:44.4/5. Ad ottobre vinse il Campionato Podistico Meridionale di resistenza.

### Tra sport e leggenda
Ma è il 15 aprile 1904 che viene registrato dalle cronache un episodio di grande sportività nei confronti di Giacinto Volpati, numero uno del fondo italiano. Si correva sui 12 chilometri su un percorso inverso rispetto alla classica del Giro di Milano. Durante una volata tra i due podisti - scrive la Gazzetta dello Sport del 18 aprile 1904 - "un ragazzo taglia improvvisamente la strada al Volpati e gli procura un formidabile ruzzolone. Pagliani cavallerescamente si ferma ad attenderlo e, poiché Volpati si alza illeso, si riparte a tutta velocità. A Porta Ticinese altro taglio di strada e altro ruzzolone per il Volpati, poi la corsa procede veloce, intensa". La gara prosegue con un serrato testa a testa, ma alla fine vince Pagliani. Volpati stringerà la mano al suo avversario e il podista della S.P. Lazio gli offrirà una rivincita su distanza a sua scelta. Si corse il 24 aprile sui 20000 metri in ippodromo e Pagliani staccò Volpati al penultimo giro andando irresistibilmente a vincere.
Altro episodio leggendario nel quale Pericle Pagliani rimase coinvolto riguarda Dorando Pietri. Nel settembre, sempre del 1904, Pagliani partecipava ad una gara a Carpi sui 10000 metri. Si racconta che allora Pietri, garzone della pasticceria Melli, attirato dall'evento, si sia messo a correre dietro Pagliani, con ancora gli abiti da lavoro addosso, ed abbia retto il suo passo fino all'arrivo. Dopo di che, anche questo che sarà l'eroe della Maratona alle Olimpiadi di Londra del 1908, iniziò a gareggiare. Pagliani nel 1905, dopo aver vinto il Gran Premio del Lazio, si presentò come favorito al Campionato italiano di resistenza a Vercelli. Ma al termine dei 25 chilometri su strada scoprì che Pietri era progredito sul serio: arrivò primo, davanti a Volpati e al campione laziale. Nell'ottobre dello stesso anno Pagliani dovette subire il predominio del genovese Emilio Lunghi al Giro delle Circonvallazioni di Genova, subendo un distacco di 100 metri al termine dei 13 chilometri, e quindi al Giro di Milano anche quello di Pietri (secondo dietro Lunghi) sugli 11250 metri del percorso. Ma la rivincita sarebbe giunta Roma con tre primati italiani arrivano sull'ora il 30 dicembre: quello sulla mezz'ora con 9030 metri, quello sui 5000 con 16:18.0 e quello sui 10000 con 33:07.1/5 . Dalla biografia di Pietri sappiamo che anche il grande Pericle Pagliani faceva circolare il piattino per l'obolo dopo le corse .

## I successi
La prima edizione dei Campionati italiani di Atletica Leggera si tenne all'Arena Civica di Milano domenica 21 ottobre 1906, in contemporanea con la costituzione della Federazione Podistica Italiana, la progenitrice della FIDAL. In quell'occasione – per l'organizzazione della Gazzetta dello Sport – vennero assegnati i primi quattro titoli nazionali. Quello sui 25 chilometri vide primo Pericle Pagliani (S.P. Lazio di Roma) 1h 33'58"2/5. Secondo Aduo Fava 1h 34'03"0 e terzo Antonio Fraschini con 1h43'45"2/5.
L'anno era iniziato bene, con la vittoria al Gran Premio Lazio il 25 marzo, quindi il 31 marzo si aggiudicò in 26:24.3/5 le 5 miglia alle selezioni nazionali per le Olimpiadi di Atene 1906. Nella capitale greca partecipò, uscendone eliminato, ad una batteria dei 1500 metri e alla finale delle 5 miglia. Su questa distanza, a lui più congeniale, giunse quinto dietro Henry Hawtrey (GBR), John Svanberg (Svezia), Edward Dahl (Svezia) e George Bonhag (USA).
Tornato in Italia vinse tutte le gare, su strada e su pista, cui prese parte. Era il numero uno. Vinse i Campionati italiani di Atletica leggera organizzati dall'Unione Podistica Italiana, sulla distanza dei 25 chilometri su pista, battendo con 1h27:11 il grande Dorando Pietri e Aduo Fava. Quindi si aggiudicò anche il secondo dei campionati italiani, quello sopra citato organizzato sempre nel 1906 dalla Federazione Podistica Italiana a Milano. L'anno poteva dirsi "perfetto", quando a Roma il 16 dicembre Pericle Pagliani venne battuto da Emilio Lunghi sulle 3 miglia. Il podista ligure sbeffeggiò il campione laziale e ne scaturì un'accesa polemica.

### Il primo campione di corsa campestre
Nel 1907 Pagliani vinse il Gran Premio Lazio, primeggiò ai Campionati regionali e fu secondo - dietro a Pietri - al campionato italiano di resistenza (20 chilometri su strada). Nel 1908 si affermò, come ormai consuetudine, nel Gran Premio Lazio battendo Umberto Blasi, uno dei grandi dell'epoca, fu primo ai campionati italiani sui 5000 con il nuovo primato italiano: 16:07.4/5. Fu di nuovo battuto da Dorando Pietri sui 20000 metri.
Ma nello stesso anno Pericle Pagliani segnò un ulteriore primato storico, dopo aver scritto il proprio nome sugli albi d'oro dei primi campionati d'atletica leggera italiani. Fu infatti il primo campione nazionale di corsa campestre, una prova di 14 chilometri disputatasi il 6 giugno tra l'Acqua Acetosa e i Parioli a Roma. Quattro i concorrenti, tra cui uno - Filippo Brunner - si era ritirato. Il cross era congeniale all'atleta ormai divenuto romano, tanto che anche l'anno successivo si aggiudicò di nuovo su un percorso analogo, ma di 10 chilometri, si affermò di nuovo e sempre il 6 giugno. Questa seconda competizione vide la partecipazione di venti atleti su un tracciato da pezzetti di carta. «I concorrenti - scrisse Il Messaggero del 7 giugno 1909 - partirono in gruppo preceduti da Pagliani della Lazio, che giunto a 2 km dal traguardo cade perdendo terreno sui concorrenti: il forte campione romano riesce però a riprendere il gruppo di testa e mantiene poi per tutta la corsa il comando del plotone, giungendo primo al traguardo con grande vantaggio, impiegando a compiere i 10 km 33'».

### Le Olimpiadi di Londra del 1908
Pericle Pagliani indossò per la seconda volta la maglia della Nazionale italiana alle Olimpiadi. In quell'edizione 1908 a Londra passata alla storia per la celebre maratona di Dorando Pietri, compagno inoltre del campione maglianese nel team dell'Italia sulle 3 miglia: una competizione individuale valida per una classifica a squadre. Pagliani fu quinto, seppure il migliore dei cinque italiani, con 15:22.3/5. Nel primo round della competizione l'Italia si piazzò seconda, dietro la Francia, ma nella classifica finale fu quarta mancando il bronzo che andò ai Transalpini, mentre l'oro fu appannaggio della Gran Bretagna e l'argento degli Stati Uniti.
A livello individuale, alle Olimpiadi di Londra, Pericle Pagliani gareggiò il 13 luglio sulle 5 miglia. Una specialità che avrebbe potuto garantirgli qualche clamorosa soddisfazione, ma invece si rivelò alquanto deludente per un campione abituato a primeggiare. Corse il 26:56.2/5 giungendo terzo nella seconda batteria. Fu preceduto da Fred Bellars (Usa) con 26:49.0 e il suo fu uno dei migliori tempi, seppur tra non i primissimi. In finale, quella stessa finale che ad Atene lo aveva visto transitare quinto al traguardo, purtroppo erano ammessi soltanto i primi due di ciascuna delle sei batterie e per Pagliani fu l'eliminazione.
Il 1908, comunque, sarebbe passato alla storia per la maratona di Londra, per l'eroico rush finale di Dorando Pietri, poi squalificato. E una volta tornato in Patria anche Pagliani si volle cimentare per la prima volta nella specialità. Fu il 27 settembre a Milano, sui 42.195 metri. Giunse terzo con 2h58:23. Esperienza questa della distanza olimpica che ripeté l'anno successivo quando fu secondo in 2h:56:48.4/5.

## Palmarès
| Anno | Manifestazione            | Sede   | Risultato         | Gara               | Tempo     | Note |
| ---- | ------------------------- | ------ | ----------------- | ------------------ | --------- | ---- |
| 1906 | Giochi olimpici intermedi | Atene  | 5º                | 5 miglia           | -         |      |
| 1908 | Olimpiadi                 | Londra | Rit.              | 3 miglia a squadre | -         |      |
| 1908 | Olimpiadi                 | Londra | 3º elim. in batt. | 5 miglia           | 26:56.2/5 |      |

## Campionati nazionali
- 3 volte campione nazionale assoluto di Maratonina (1906, 1909, 1910)
- 2 volte campione nazionale assoluto di Corsa campestre (Cross) (1908, 1909)
- 1 volta campione nazionale assoluto dei 5000 m piani (1908)
- 1 volta campione nazionale assoluto dei 25 km (1906)

1906
- Oro ai campionati italiani di maratonina, 20 km - 1h27:11 m (25p)
- Oro ai campionati italiani assoluti, 25 km - 1h33'58"2/5 m

1908
- Oro ai campionati italiani di corsa campestre, 12 km - 49'12" m
- Oro ai campionati italiani assoluti, 5000 m - 16:07.4/5 m

1909
- Oro ai campionati italiani di corsa campestre, 10 km - 38'00" m
- Oro ai campionati italiani di maratonina, 20 km - 1h11'23"3/5 m (20p)

1910
- Oro ai campionati italiani di maratonina, 20 km - 1h13:00.2/5 m (20p)